# Bartley P. Griffith
Bartley P. Griffith (født 1949 i Pittsburgh) er en amerikansk hjertekirurg. Den 7. januar 2022 udførte han den første vellykkede transplantation af et genetisk modificeret grisehjerte til et menneske, modtageren var den 57-årige David Bennet. På grund af komplikationer døde David Bennett 8. marts 2022. 
Det allerførste forsøg på en transplantation af et grisehjerte til et menneske blev udført i 1997 af den indiske kirurg Dhaniram Baruah Patienten, 32-årige Purna Saikia, døde efter en uge. 

## Eksterne links
- Dr. Bartley Griffith performs the First Successful Transplant of a Pig Heart into a Human. YouTube (Bartley P. Griffith fortæller om transplantationen). Hentet 17. januar 2022.